# Houston Lake
Houston Lake és una població dels Estats Units a l'estat de Missouri. Segons el cens del 2000 tenia 284 habitants.

## Demografia
Segons el cens del 2000, Houston Lake tenia 284 habitants, 119 habitatges, i 69 famílies. La densitat de població era de 783,2 habitants per km².
Dels 119 habitatges en un 27,7% hi vivien nens de menys de 18 anys, en un 44,5% hi vivien parelles casades, en un 11,8% dones solteres, i en un 41,2% no eren unitats familiars. En el 32,8% dels habitatges hi vivien persones soles el 8,4% de les quals corresponia a persones de 65 anys o més que vivien soles. El nombre mitjà de persones vivint en cada habitatge era de 2,16 i el nombre mitjà de persones que vivien en cada família era de 2,69.
Per edats la població es repartia de la següent manera: un 18,7% tenia menys de 18 anys, un 4,2% entre 18 i 24, un 28,9% entre 25 i 44, un 35,9% de 45 a 60 i un 12,3% 65 anys o més.
L'edat mediana era de 44 anys. Per cada 100 dones de 18 o més anys hi havia 104,4 homes.
La renda mediana per habitatge era de 53.750 $ i la renda mediana per família de 61.875 $. Els homes tenien una renda mediana de 48.750 $ mentre que les dones 24.063 $. La renda per capita de la població era de 24.471 $. Entorn de l'1,5% de les famílies i el 4% de la població estaven per davall del llindar de pobresa.

## Poblacions més properes
El següent diagrama mostra les poblacions més properes.